# Chriodes chinensis
Chriodes chinensis là một loài tò vò trong họ Ichneumonidae.